# St. Martin (Großkorbetha)

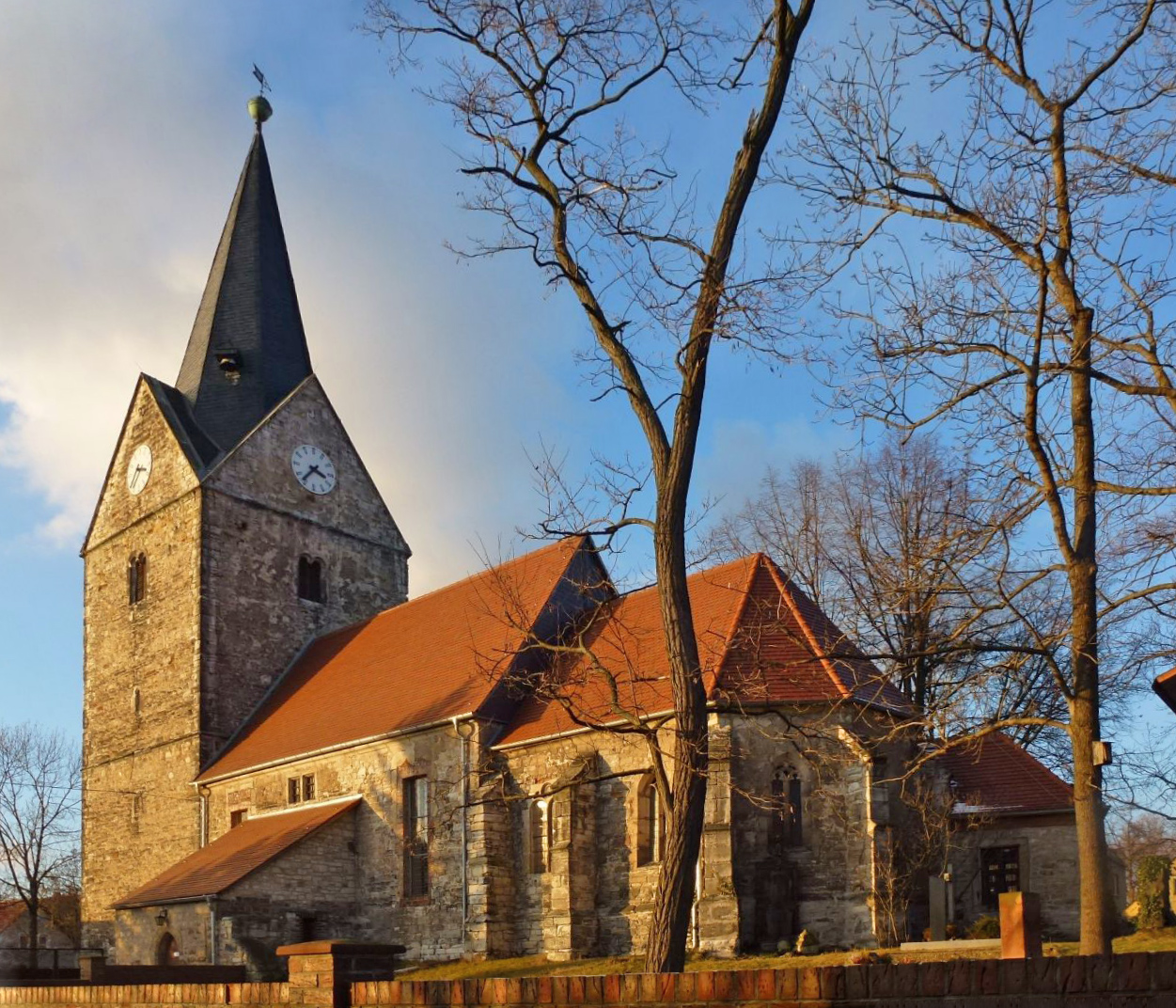
St.-Martins-Kirche in Großkorbetha

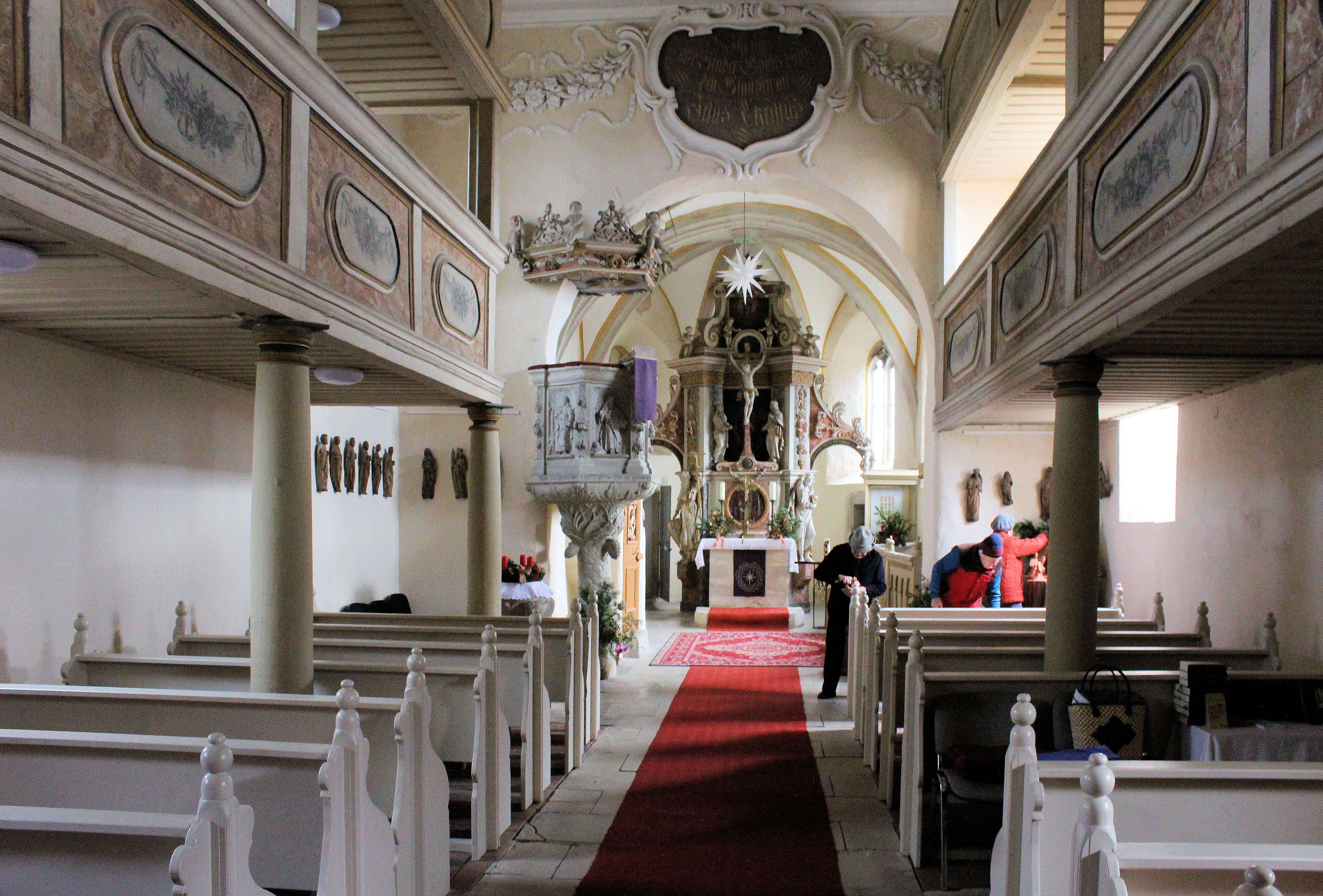
Innenansicht

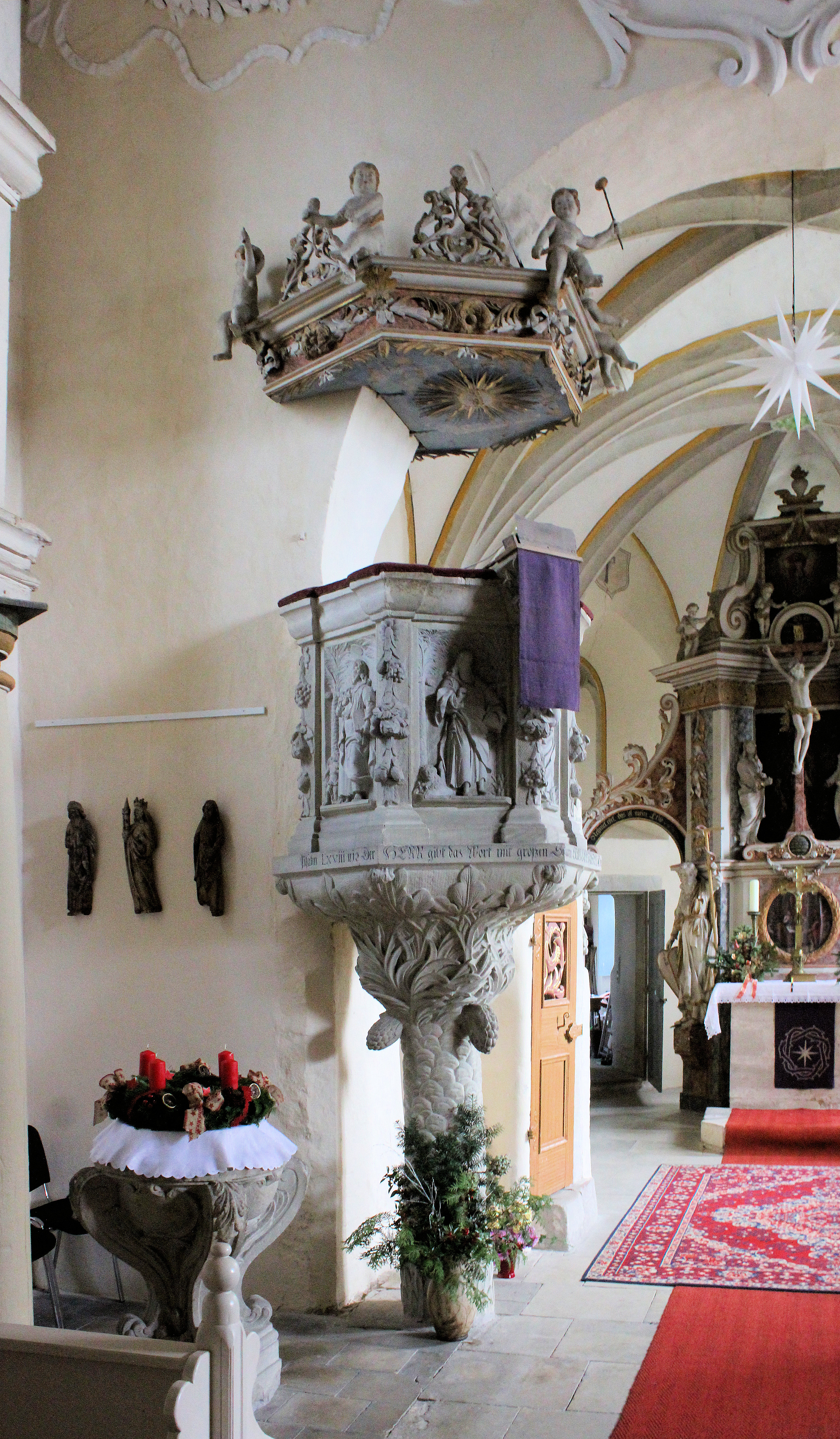
Kanzel

Die St.-Martins-Kirche ist eine denkmalgeschützte Kirche im Ortsteil Großkorbetha der Stadt Weißenfels in Sachsen-Anhalt. Sie gehört zum Pfarramt Weißenfels-Nord im Kirchenkreis Merseburg der Evangelischen Kirche in Mitteldeutschland. Im örtlichen Denkmalverzeichnis ist das Gebäude unter der Erfassungsnummer 094 12174 als Baudenkmal verzeichnet.

## Geschichte und Architektur
Namenspatron der Kirche ist der Heilige Martin. Aufgrund mehrerer Umbauten vereint die Kirche vier verschiedene Baustile, die Romanik, die Gotik, den Barock und den Rundbogenstil. Der Kern der Kirche ist romanisch und stammt aus dem 13. Jahrhundert. Der obere Bereich des Turmgeschosses mit den vier Giebeln stammt aus den Jahren 1819 bis 1824. Der Chor und die Portale im Süden des Gebäudes sind spätgotische Elemente und werden um die Zeit des Jahres 1490 datiert. Der leicht eingezogene spätgotische Chor ist mit Fünfachtelschluss und zweibahnigen Maßwerkfenstern versehen. Im Jahr 1700 fand ein weiterer Umbau statt, er betraf vor allem das Kirchenschiff.
Das Innere ist mit einem Tonnengewölbe aus Holz mit Stichkappen abgeschlossen, das mit Stuckaturen in Form von bewegten Rahmenprofilen, Kartuschen, Puttenköpfen und Rankenwerk von Antonio Perri verziert ist. Es ist von dreiseitigen, doppelgeschossigen Emporen mit marmorierten Brüstungsfeldern eingefasst. Im Chor ist ein Wandtabernakel mit der Jahreszahl 1493 zu finden. Die Turmhalle ist als Kriegergedenkstätte eingerichtet und wird von einer Balkendecke abgeschlossen. Außen sind Inschriftgrabsteine von 1729 aufgestellt.

## Ausstattung
Der Hochaltar ist ein Werk des Weißenfelser Hofbildhauers Andreas Griebenstein aus dem Jahr 1696. Die stattliche Altarwand ist mit seitlichen Durchgängen und einer bewegten Silhouette gestaltet. In der Mitte befindet sich eine freiplastische Kreuzigung, zu den Seiten der eingefügten mittelalterlichen Altarmensa sind Skulpturen von Mose und Johannes dem Täufer aufgestellt. Der polygonale Kanzelkorb, inschriftlich von 1687, ist aus Sandstein auf einem Palmstamm gestützt, in den Brüstungsreliefs sind Christus und die vier Evangelisten zwischen Eckpfosten mit kräftigen Frucht- und Blütengehängen dargestellt.
Die steinerne Taufe vom Ende des 17. Jahrhunderts wird von vier kräftigen Volutenstützen mit Kartuschen dazwischen getragen. In der Turmhalle steht ein Kruzifix vom Ende des 15. Jahrhunderts.
Die Orgel ist ein Werk von Wilhelm Rühlmann aus dem Jahr 1872 mit 16 Registern auf zwei Manualen und Pedal.